# José María Figaredo Álvarez-Sala
José María Figaredo Álvarez-Sala, né le 26 septembre 1988, est un homme politique espagnol.

## Biographie
Il a été étudiant au Colegio Mayor Universitario Elías Ahúja, un établissement élitaire géré par l'ordre de Saint Augustin, et est avocat.
Il est le neveu de Rodrigo Rato, ancien directeur du Fonds monétaire international (FMI) et ancien ministre de l’Économie, et le petit-fils de l'homme d'affaires José María Figaredo Sela.

## Carrière politique
Il rejoint le parti d’extrême droite Vox en 2013, l'année de sa fondation.
Lors des élections générales anticipées du 28 avril 2019, il est élu député au Congrès des députés pour la XIIIe législature  dans la circonscription des Asturies. Il est réélu lors des élections générales anticipées du 10 novembre 2019 pour la XIVe législature.
Personnalité politique controversée, il milite contre l’accueil des réfugiés syriens, estimant qu'ils apporteraient des maladies, soutient la théorie complotiste selon laquelle les attentats de Madrid du 11 mars 2004 seraient l'œuvre des indépendantistes basques d'ETA, et tient des propos climatosceptiques.